# Xã Wang, Quận Renville, Minnesota
Xã Wang (tiếng Anh: Wang Township) là một xã thuộc quận Renville, tiểu bang Minnesota, Hoa Kỳ. Năm 2010, dân số của xã này là 249 người.